# Denise Bender
Denise Bender é uma ex-futebolista norte-americana, que atuava como defensora. Bender fez parte da primeira seleção norte-americana de futebol feminino, formada em 1985. Ela também foi a primeira capitã da seleção e participou do primeiro jogo oficial da seleção americana em 18 de agosto de 1985. Esse jogo ocorreu durante o primeiro torneio disputado pela seleção na Itália. Bender também jogou pelo time feminino amador, FC Lowenbrau, de 1980 a 1983. Dirigidas pelo mesmo técnico da seleção feminina na época, Mike Ryan, elas foram campeãs de vários torneios. Como era comum na época, ela nunca se tornou jogadora profissional. Bender tem uma irmã gêmea chamada, Laurie Bender.